# Sonnleitsteingruppe
Die Sonnleitsteingruppe ist eine Berggruppe der Mürzsteger Alpen respektive Schneebergalpen in den Steirisch-niederösterreichischen Kalkalpen.

## Lage und Landschaft
Die kleine Berggruppe liegt zwischen dem oberen Schwarzatal Niederösterreichs und dem obersten Mürztal der Steiermark, gehört aber weitgehend vollständig zu Niederösterreich. Sie umfasst die Berge zwischen Göller-Gippel-Zug im Norden und Schneealpe und Raxmassiv im Süden.

### Einordnung, Umgrenzung und benachbarte Gebirgsgruppen
Nach der Österreichischen Gebirgsgruppengliederung nach Trimmel hat die Gruppe Sonnleitstein die Nummer 1852 und gehört zu den Schneebergalpen (1850) der Niederösterreichischen Kalkalpen. Die Alpenvereinseinteilung der Ostalpen (AVE) stellt sie zu den Mürzsteger Alpen (19).
Die Sonnleitsteingruppe umgrenzt sich folgendermaßen:
- im Nordwesten: Neuwald (Mürz 873 m ü. A.) – Stille Mürz – Gscheidlhöhe (1134 m ü. A.) – Preinerbach bis Preintal (Forsthaus): zum Gippel (1841, Göller-Gippel-Zug)
- im Nordosten: Preinerbach weiter bis Naßwald-Reithof (Preinerbachmündung 595 m ü. A.): zum Obersberg (1843, Göller-Gippel-Zug; mit Fegenberg)
- im Südosten: Naßbach von Naßwald aufwärts bis Hinternaßwald (Reißbachmündung): zur Raxalpe (1853)
- im Südwesten: Wasseralmbach (oberer Naßbach) – Freinerboden (nördlicher Kreuzsattel, 1330 m ü. A.) – Ameiswiesbach – Kalte Mürz bis Neuwald: zur Schneealpe (1851)

### Gliederung und Gipfel
Die Gruppe gliedert sich:
- [Mürztaler] Mitterberg (1496 m ü. A.) im Westen: ein langgezogener, südwest–nordöstlich verlaufender Stock zwischen Preinerbach und Kalter Mürz
mit der Trennlinie Bärensattelgraben – Mösl[3] – Schwellgraben
- Zug des Donnerkogels in der Mitte: ein langer, leicht S-förmig West–Ost-streichender Grat, mit Steinerkogel (1589 m ü. A.), Donnerkogel (1617 m ü. A.), Lahnberg (1594 m ü. A.), Mitterberg (1429 m ü. A.), Hubmerkogel (1282 m ü. A.)
mit der Trennlinie Graßgrabenbach – Waldeben (mit Hüttenkogel 1401 m) – Schwarzriegelbach
- Zug des Sonnleitsteins im Süden: mit Großem (1639 m ü. A.) und Kleinem Sonnleitstein (ca. 1400 m) und Glatzetem Kogel (1594 m ü. A.)
und dort nördlich im Schwarzriegelbachtal am Kalteck (Sonnleitsattel) freigestellt der Mitterschwarzriegel (1303 m ü. A.) bei Heufuß

### Geologie
Die ganze Gruppe zeigt ein voralpineres Gepräge als die mächtigen Kalkmassive südlich. Zur Schneebergdecke gehört nur der Sonnleitstein-Kamm, mit Wettersteinkalk in der Gipfelregion und Wettersteindolomit an der Basis. Die Züge nördlich sind Hauptdolomit und Dachsteinkalk, durch die in die Talzügen aufgeschlossenen Werfener Schichten getrennt, und Spuren von Gosauer Schichten. Zu Gippelmauer und Obersberg hin liegt die Preintalmulde, mit einer Reihe hochalpiner Deckschollen (Klippen).

### Naturschutz
Die Sonnleitsteingruppe gehört in Niederösterreich mit den Schwarzauer Teilen zum Landschaftsschutzgebiet Rax–Schneeberg, steirischerseits zum Naturpark Mürzer Oberland (Landschaftsschutzgebiet Veitsch-, Schnee-, Raxalpe). Die St. Ägyder Teile sind noch ohne Ausweisung.